# Широков, Владимир Анатольевич
Владимир Анатольевич Широков (род. 28 августа 1948, Жмеринка, Винницкая область) — советский ученый в области математической и прикладной лингвистики и лексикографии, теории интеллектуальных языково-информационных систем, основатель отечественной научной школы лингвистической технологии, действительный член Национальной академии наук Украины (2012), доктор технических наук (1999), кандидат физико-математических наук (1979), лауреат Государственной премии Украины в области науки и техники.

## Образование
Окончил Киевский государственный университет им. Т. Г. Шевченко.
В 1979 защитил в Институте теоретической физики АН Украины диссертацию на соискание ученой степени кандидата физико-математических наук.

## Карьера
- 1980—1987 — работал в Президиуме АН Украины.
- 1987—1991 — возглавлял Отделение научной информации АН Украины.
- С 1991 — возглавляет основанный им Украинский языково-информационный фонд (УЯИФ) НАН Украины.

От 2006 года — член-корреспондент НАН Украины, с 2012 года — её действительный член.

## Научная деятельность
Является основателем украинской научной школы лингвистической технологии, автором информационной теории лексикографических систем.
Создал теорию семантических состояний, которая составляет базу для формализованного описания широкого круга языковых явлений, объединяя грамматический и лексикографический разновидности описания языковой системы.
Является автором и координатором программы «Словари Украины», инициированной Указом Президента Украины от 7 августа 1999 г. «О развитии национальной словарной базы».
Инициировал разработку первого полномасштабного украинского электронного словаря — Интегрированной лексикографической системы «Словари Украины».
При его участии и под его руководством создан первый на Украине электронный лингвистический корпус, который составляет современную экспериментальную основу для проведения фундаментальных языковедческих исследований и создании лексикографических трудов нового поколения.
Разработал основы лингвотехнологіического подхода к экспертизе политико-правовых документов и законодательных актов, концепцию Всеукраинского лингвистического диалога.

## Организаторская деятельность
Владимир Широков, как организатор науки:
- член Бюро Отделения литературы, языка и искусствоведения НАН Украины,
- заместитель председателя Научного совета НАН Украины с проблем «Информация. Язык. Интеллект»,
- заместитель главного редактора журнала «Языкознание»,
- член Бюро Научного совета НАН Украины по проблемам «Закономерности развития языков и практика языковой деятельности»;
- создатель Украинского лингвистического портала.

В. Широков входит в состав:
- Украинской национальной комиссии по вопросам правописания,
- Научно-издательского совета при Президиуме НАН Украины,
- редколлегий ряда научных журналов,
- экспертного совета ВАК Украины по информатики и приборостроения,
- диссертационного совета по защите диссертаций на соискание ученой степени доктора (кандидата) наук в Национальной библиотеке Украины имени В. И. Вернадского.

## Публикации
1. Широков В. А. Інформаційна теорія лексикографічних систем. — К. : Довіра, 1998. — 331 с.
2. Широков В. А. Феноменологія лексикографічних систем. — К. : Наук. думка, 2004. — 327 с.
3. Рабулець О. Г., Сухарина Н. М., Широков В. А., Якименко К. С. Дієслово в лексикографічній системі: — К. : Довіра, 2004. — 259 с.
4. Широков В. А. та ін. Корпусна лінгвістика: Моногр. / Широков В. А., Бугаков О. В., Грязнухіна Т. О. , Костишин О. М., Кригін М. Ю.; НАН України, Укр. мов.-інформ. фонд. — К. : Довіра, 2005. — 472 с.
5. Широков В. А. Елементи лексикографії. — К. : Довіра, 2005. — 304 с.
6. Dimitrova L., Koseska-Toszewa V. , Garabik R. , Erjavec T. , Iomdin L. , Shyrokov V. Conceptual Scheme for а Research Infrastructure Supporting Digital Resources in Slavic Lexicography". — Sofia, 2010. — 130 c.
7. Широков В. А. та ін. Лінгвістичні та технологічні основи тлумачної лексикографії / Широков В. А., Білоноженко В. М. , Бугаков О. В. та ін.]; відп. ред. Широков В. А. — К. : Довіра, 2010. — 295 с.
8. Широков В. А. Комп’ютерна лексикографія. — К. : Наук. думка, 2011. — 356 с.
9. В. А. Широков. Язык. Информация. Система. Palmarium Academic Publishing, 2017. ISBN 978-3-659-72403-9. 280 c.
10. В. А. Широков. Мой Серебряный век. Вокальный цикл. 2017. ISBN 978-966-02-8278-0. 220 с.
11. В. А. Широков, Т. П. Любченко, І.В.Шевченко, К. В. Широков. Грама-тичні системи: феноменологічний підхід. — К. Наукова думка. 2018, 330 с.
12. Широков В. А. Інформаційна місткість лінгвістичних об’єктів // Тези Всеукраїнської наук. конфер. «Провідні лінгвістичні концепції кінця ХХ століття». — Л., 1996. — С. 273—274.
13. Широков В. А. Інформаційно-енергетичні трансформації та інформаційне суспільство // Українсько-польський науково-практичний журнал «Наука, інновація, інформація». — 1996. — С. 48-66.
14. Широков В. А. Информационный подход в моделировании лексикографических систем // Труды IV Международ. конфер. «Библиотеки и ассоциации в меняющемся мире: новые технологии и новые формы сотрудничества». Крым-97. — М., 1997.
15. Palagin A. V., Shirokov V. A. Principles of cognitive lexicography // International journal «Informational theories & application». — 2000. — Vol. 9. — № 2. — Р. 43-51.
16. Широков В. А. Гуманітарна традиція і технологічний статус мови // Мовознавство. — 2001. — N 3. — С. 128—132.
17. Широков В. А. Всеукраїнський лінгвістичний діалог у контексті теорії лексикографічних систем // Мовознавство. — 2003. — № 6. — С. 3-7.
18. Погрібна О. О., Чумак В. В., Широков В. А., Шевченко І. В. Лінгвістична класифікація українського іменника у світлі теорії лексикографічних систем // Мовознавство. — 2004. — № 5-6. — С. 62 −82.
19. Широков В. А. Когнитивная лексикография с точки зрения теории семантических состояний. ББК 81.1 // MegaLing’2005 : Прикладная лингвистика в поиске новых путей : Труды Международ. конфер. — Спб.: Издательство «Осипов», 2005. — С. 163—176.
20. Копиленко О. Л., Палагін О. В., Сидоренко О. О., Шевчук В. Я., Широков В. А. Концептуальні засади системної декомпозиції законотворчого процесу у Верховній Раді України // MegaLing’2006 : Горизонти прикладної лінгвістики та лінгвістичних технологій ; Доп. Другої Міжнар. наук. конф., 20-27 вересня, 2006, Україна, Крим, Партеніт. — Сімф., 2006. — С.162-164.
21. Широков В. А. Очерк основных принципов квантовой лингвистики. // Бионика интеллекта. — 2007. — № 1(66). — С. 25-32.
22. Широков В. А. Ноосферные измерения информации и знания // Ноосферология: Наука, образование, практика / Под ред. О. А. Габриеляна ; Симферополь, ТНУ им. В. И. Вернадского. — К., 2008. — 463 с.
23. Широков В. А., Шевченко И. В., Крыгин М. Ю. Исследование соответствия между фонетическими системами и графическим представлениям восточнославянских языков // "Горизонти прикладної лінгвістики та лінгвістичних технологій ; Доп. міжнар. наук. конф. — 22-28 вересня 2008 р., Україна, Крим, Партеніт. — Сімф.: ДИАЙПИ, 2008. — С.192-193.
24. Широков В. А. Проект універсальної системи слов’янської лексикографії «Лексика-Славіка» У зб. праць «Слов’янські обрії», Вип. 2. XIV Міжнародний з’їзд славістів (10.09 — 16.09. 2008, Охрид, Республіка Македонія) — К., 2008. Сс. 801—829.
25. Volodymyr Shirokov. Integral Slavic Lexocography in the Linguotechnological Context. // «Lexicographical Tools and Techniques». Proceedings of Mondilex First Open Workshop. — Moscow, 2008. — Р. 23-30.
26. Volodymyr Shirokov. Experience in Creating a National Dictionary Depositary of Ukraine and its Use in Conceptual Modelling of Networking of Centres for High-quality Research in Slavic Lexicography and their Digital Resources // Organisation and Development of Digital Lexical Resources. Proceedings of Mondilex Second Open Workshop. — Kyiv, 2009. — Р. 5-9.
27. Volodymyr Shirokov. Theory of Lexicographic systems. Part 1. // «Metalanguage and Encoding Scheme Design for Digital Lexicography». Proceedings of Mondilex Third Open Workshop. — Bratislava, 2009. — P. 151—167.
28. Volodymyr Shirokov. Theory of Lexicographic systems. Part 2. // «Representing Semantics in Digital Lexicography». Proceedings of Mondilex Fourth Open Workshop. — Warsawa, 2009. — P. 89-105.
29. Volodymyr Shirokov. Theory of Lexicographic systems. Part 3. // «Research Infrastructure in Digital Lexicography». Proceedings of Mondilex Fifth Open Workshop. — Ljubljana, 2009. — P. 98-119.
30. Широков В. А. Квантова лінгвістика // Semantyka a konfrontacja jezykova, 4. SOW. — Warszawa, 2009. — P. 119—139.
31. Dimitrova L., Koseska-Toszewa V., Garabik R., Erjavec T., Iomdin L., Shyrokov V. Mondilex — towards the research infrastructure for digital resources in Slavic lexicography. Cognitive Studies / Etudes Cognitives, 10. SOW Publishing House — Warsaw, 2010. — P. 155—170.
32. Широков В. А., Шевченко Л. Л. До питання про системну концеп-тографію Святого Письма // Мовознавство. — 2010. — № 4-5. — С.98-105.
33. Shirokov V. A. System Semantics of Explanatory Dictionaries : Стаття // Etudes Cognitives/Studia Kognitywne. — № 12, 2012. — С. 95-106.
34. Потапова Е. В., Широков В. А. Онтология предметной области как лексикографическая система специального типа : Стаття / Таврический Национальный Университет им. В. И. Вернадского — Казань: Казанский Издательский Дом «Казанская наука», 2012. — С. 209—213.
35. Широков В. А. Грамматика как феноменологическая проблема. Бионика интеллекта. ISSN 05552656. 2013, 1 (180), сс.3-14.
36. В. А. Широков. Лингвистика и системный подход. Часть I. Бионика интеллекта. 2015. № 1 (84). Часть II. Бионика интеллекта. 2016. № 2.
37. В. А. Широков. Эволюция как универсальный естественный закон (Пролегомены к будущей общей теории эволюции). Часть І. Бионика интеллекта. ISSN 05552656. № 1 (88), 2017. Сс. 3−14. Часть ІІ. Бионика интеллекта. ISSN 05552656. № 2 (89), 2017. Часть ІІІ. Бионика интеллекта. ISSN 05552656. № 1 (90), 2018.
38. Широков В. А., Шевченко І. В., Рабулець О. Г., та ін. Інтегрована лексикографічна система «Словники України». Ел. вид. — К., 2001—2010.
39. Бастун В. М., Григоренко Я. М., Широков В. А. Російсько-українсько-англійський словник з механіки. — K. : Наук. думка, 2008. — 512 с.
40. Широков В. А. та ін. Український-російський, Російсько-український словник із зварювання — 2008. — ISBN 978-966-507-243-0. — Ел. вид.
41. Широков В. А. та ін. Українсько-російсько-англійський словник зі зварювання. ISBN 978-966-507-276-8 — 2010. — Ел. вид.
42. Широков В. А. (наук. керівник) Словник української мови : У двадцяти томах. Томи 1-8 — К. : 2010—2017.
43. Термінологічний українсько-російсько-англійський словник-довідник зі зварювання : Довідкове видання; Науково-технічна термінологія / укл. Широков В. А.; укл. Мазур О. А.; укл. Маковецька О. К.; укл. Вакуленко М. О.; укл. Симоненко Л. О.; ред. Надутенко М. В.; укл. Чумак В.; укл. Шевченко І. В.; укл. Шевченко Л. Л.; Сидорчук Н. М.; Петрук В. С.; Старова Ю. О.; Вербиненко Ю. І.; Яблочков М. М.; ред. Остапова І. В.; НАН України; Ін-т електрозварювання ім. Є. О. Патона; Український мовно-інформаційний фонд — . CD — К., 2013. — (Словники України). — ISBN 978-966-02-7068-8
44. Словник металургійних термінів (українсько-грузинсько-російсько-англійсько-німецько-французький). I том. Київ. 2014. ISBN 978-966-136-032-6; ISBN 978-966-136-033-3.
45. Словник металургійних термінів (українсько-грузинсько-російсько-англійсько-німецько-французький). ІI том. Київ. 2014. ISBN 978-966-136-032-6; ISBN 978-966-136-033-3.